# 호로노베정
호로노베정(일본어: 幌延町)은 일본 홋카이도 북부 소야 종합진흥국 관내 중부의 서해안에 있는 정이다.
예전에는 루모이 지청의 관할 구역이었지만 왓카나이시와 도요토미정을 중심으로 구 소야 지청 관내 자치체와의 관계가 긴밀하여, 2010년 4월에 시행된 홋카이도 종합진흥국 및 진흥국 설치 조례에 따라 소야 종합진흥국으로 관할이 이동했다.

## 이름의 어원
아이누어의 ‘폴로·누프’(ポロ・ヌプ, 큰·들판=대평원)가 ‘호로노부’(ほろのぶ)로 와전되었고 ‘幌延’의 한자에 맞춰 나아가 ‘호로노베’로 재차 와전된 것이다. 현재의 데시오 대교에서 사로베트강 하구에 걸친 장소가 일찍이 막힘 없는 이탄 습지의 원야였던 것에서 유래한다고 추정되고 있다. 덧붙여 현재의 정사무소가 소재하는 중심 시가지 부근은 예전에는 오마가리(大曲)로 불렸다. 이는 일찍이 중심 시가지 남방 부근에서 데시오강이 크게 사행하고 있었던 것에서 유래한다.

## 지리
소야 관내 중부 동해 연안에 있으며 홋카이도에서 두 번째로 긴 강인 데시오강의 하구에 위치한다. 남서쪽 근처의 데시오정과는 데시오강이 경계를 이룬다. 데시오강 주위에는 하천 개수에 의해 인공적으로 만들어진 우각호를 볼 수 있다. 서부는 동해와 접하는 기다랗게 발달한 해안 사구(한때의 사주)의 해안이 계속된다. 그 내륙에는 예전에는 바다였던 석호가 퇴적작용에 의해 습지대가 된 광대한 사로베트 원야(시모사로베트 원야)와 습지대를 개량해 농지·목초지로 바꾼 평야가 펼쳐져 있다. 동부는 도이칸베쓰강 주변을 제외한 대부분은 산악·구릉지의 삼림 지대로 많은 부분이 홋카이도 대학의 데시오 연구림에 속하고 연구림의 총면적은 대략 22,000ha이다.
정역을 동서로 북위 45도선이 가르고 있다. 이와 같이 북위 45도선이 지나는 자치체로는 나카톤베쓰정, 에사시정이 있다. 덧붙여 동경 142도선이 남북으로 가르고 있고, 이 양선이 정내 동부의 산악·구릉 지대에서 교차하고 있다.

### 인접한 자치체
- 소야 종합진흥국
  - 데시오군 도요토미정
  - 소야군 사루후쓰촌

- 루모이 진흥국
  - 데시오군 데시오정

- 가미카와 종합진흥국
  - 나카가와군 나카가와정

## 역사
- 1899년 - 시모사로베트 원야에 후쿠이현 단체 15호가 이주했다.
- 1909년 4월 1일 - 호로노베촌외 1촌(사루촌) 호장사무소가 오마가리에 설치되었다.
- 1919년 4월 1일 - 2급 정촌제를 시행하여 호로노베, 사루를 합쳐 데시오군 호로노베촌이 되었다.
- 1960년 9월 1일 - 정으로 승격해 데시오군 호로노베정이 되었다.
- 2010년 4월 1일 - 구 루모이 지청(현 루모이 진흥국)에서 소야 종합진흥국으로 관할이 변경되었다.

## 경제
기간산업은 낙농업이며, 대략 11,000마리의 젖소가 사육되고 있다. 또한 홋카이도 북부 각지에서 생산된 원유를 원재료로 하는 버터, 탈지분유 등을 가공·제조하는 유키지루시 유업 호로노베 공장도 있다. 이외에는 주민·관광객을 위한 소매·서비스업, 건설업 등에 종사하는 사람이 많다. 예전에는 임업 종사자와 함께 호로노베역이 소야 본선과 하보로선의 분기점이었던 것에서 국철 직원용 관사가 호로노베역 주변에 설치되어 직원과 그 가족이 다수 거주하고 있었다.

## 교통

### 철도
- 홋카이도 여객철도 소야 본선

### 도로
- 국도 40호선
- 국도 232호선(일본어판)(국도 40호선과 중복)